# Тим Хардавеј
Тимоти Двејн Хардавеј Старији (енгл. Timothy Duane Hardaway Sr; Чикаго, Илиноис, 1. септембар 1966) бивши је амерички кошаркаш, а садашњи кошаркашки тренер. Играо је на позицији плејмејкера.
На НБА драфту 1989. одабрали су га Голден Стејт вориорси као 14. пика. Током две сезоне у НБА, од 1989/90. до 1991/92. је заједно са Мичом Ричмондом и Крисом Малином чинио веома добар офанзивни трио Run TMC.

## Успеси

### Репрезентативни
- Олимпијске игре:  2000.

### Појединачни
- НБА Ол-стар меч (5): 1991, 1992, 1993, 1997, 1999.
- Идеални тим НБА — прва постава (1): 1996/97.
- Идеални тим НБА — друга постава (3): 1991/92, 1997/98, 1998/99.
- Идеални тим НБА — трећа постава (1): 1992/93.
- Идеални тим новајлија НБА — прва постава: 1989/90.